# ورچشمه
ورچشمه، روستایی است از توابع بخش مرکزی شهرستان مینودشت در استان گلستان ایران.

## جمعیت
این روستا در دهستان قلعه قافه قرار داشته و بر اساس سرشماری سال ۱۳۸۵ جمعیت آن ۲۱۶ نفر (۵۰ خانوار)
بوده است.